# Okoubaka
Okoubaka es un género con dos especies de plantas de flores perteneciente a la familia Santalaceae. 

## Especies seleccionadas
- Okoubaka aubrevillei
- Okoubaka michelsonii